# Lärarnas vid elementärläroverken änke- och pupillkassa
Lärarnas vid elementarläroverken änke- och pupillkassa grundades 1878 med ändamålet att lämna understöd åt delägarnas änkor och barn. 
Av ålder hade lärarna vid statens läroverk prästerlig tjänsteårsberäkning, vilket var så mycket naturligare, som ända in på 1800-talet en övervägande del av dem var eller blev präster. Nämnda lärare, som var delägare i stiftens försvinnande små emeritikassor, hade för övrigt, liksom prästerna, rätt till bibehållen lön för änkan under innevarande tjänsteår och enligt
prästerskapets privilegier av 1723 därefter ett nådår. Då det emellertid blev allt sällsyntare, att lärare vid elementarläroverken var präster och intäkten av tjänsteår och nådår, sedan vikariearvoden med mera avdragits, gav en ganska obetydlig behållning, blev det nödvändigt att sätta änkor och oförsörjda barn efter de lågt avlönade lärarna i bättre ställning. Sedan riksdagen bifallit en av Kunglig Majestät därom framlagd proposition och kyrkomötet bifallit upphävande av nådårsrätten, utfärdades den 11 oktober 1878 ett reglemente för Lärarnas vid elementarläroverken änke- och pupillkassa, byggd på en viss andel av stiftens emeritikassor, årliga bidrag av statsmedel samt vissa årliga avgifter av delägarna. Med sjunkande penningvärde blev emellertid pensionerna alldeles otillräckliga. En proposition om förhöjning avslogs i gemensam votering med knapp majoritet av 1907 års riksdag. Sedan förslaget omarbetats i Läroverksstyrelsen antogs det mot att lärarna avstod tjänsteårsrätten och sedan kyrkomötet blivit hört av 1911 års riksdag. Reglementet för Lärarnas vid elementarläroverken nya änke- och pupillkassa utfärdades den 8 december 1911 och trädde i kraft den första januari 1912. Kassan, vilken liksom den av 1878 förvaltades av direktionen för Folkskollärarnas pensionsinrättning (senare kallad Statens anstalt för pensionering av folkskollärare), övertog den gamlas tillgångar och förbindelser samt uppbar årligt statsbidrag, vartill kom delägarnas bidrag.